# Élections au Parlement basque de 2016
Les élections au Parlement basque de 2016 (en basque : 2016ko Eusko Legebiltzarrerako hauteskundeak, en espagnol : Elecciones al Parlamento vasco de 2016) ont lieu le 25 septembre 2016 afin d'élire les 75 députés de la XIe législature du Parlement basque pour un mandat de quatre ans. Elles ont lieu le même jour que les élections au Parlement de Galice.
Après quatre ans de gouvernement minoritaire, le Parti nationaliste du président du gouvernement Iñigo Urkullu renforce sa représentation, sans conquérir la majorité absolue des sièges, ce qui le contraint à continuer de rechercher des alliances. Bildu, bien qu'en recul, reste la deuxième force politique, devant Elkarrekin Podemos. Cette dernière, arrivée en tête des élections législatives de 2015 et 2016 dans le Pays basque, parvient cependant à devancer le Parti socialiste, dont la représentation est divisée par deux et tombe au niveau de celle du Parti populaire.
Presque deux mois après la tenue du scrutin, nationalistes et socialistes s'entendent sur la formation d'un gouvernement de coalition, minoritaire d'un siège au Parlement. En conséquence, Iñigo Urkullu est investi pour un second mandat à la fin du mois de novembre.

## Contexte
Lors des élections autonomiques du 21 octobre 2012, le Parti nationaliste basque (EAJ-PNV) arrive en tête tandis que la coalition de gauche indépendantiste Euskal Herria Bildu (EH Bildu) réalise une percée en devenant la deuxième force politique du Pays basque. Le Parti socialiste (PSE-EE-PSOE) au pouvoir depuis 2009 sous la présidence de Patxi López, avec le soutien du Parti populaire (PP), s'effondre en rétrogradant à la troisième place des forces politiques.
Iñigo Urkullu est investi le 13 décembre suivant président du gouvernement du Pays basque (lehendakari) par 27 voix favorables, contre 21 voix pour la candidate d'EH Bildu Laura Mintegi, au lendemain d'un premier vote infructueux dans la mesure où la majorité absolue des députés était nécessaire pour l'emporter.
S'il finit par renoncer à faire adopter une loi de finances pour 2013 en raison de l'absence d'accord avec les autres partis, le gouvernement minoritaire présidé par Iñigo Urkullu parvient ensuite à en faire voter trois, pour 2014 grâce à l'abstention du PSE-EE-PSOE et du PP, et pour 2015 et 2016 avec le soutien du Parti socialiste,.
Au cours des élections générales du 20 décembre 2015, l'EAJ-PNV reste la première force politique en sièges avec six députés, mais il est devancé en voix par Podemos, qui fait élire cinq députés au Congrès. La situation se répète aux élections générales du 26 juin 2016, mais cette fois-ci la coalition Unidas Podemos parvient à faire élire plus de députés que le Parti nationaliste, six contre cinq.
Le 29 juillet 2016, le lehendakari annonce que les élections autonomiques seront convoquées le dimanche 25 septembre suivant — date qui correspond à la fête annuelle de l'EAJ-PNV (Alderdi Eguna) — et non le 23 octobre comme attendu. Elles coïncideront alors avec les élections au Parlement de Galice.

## Mode de scrutin

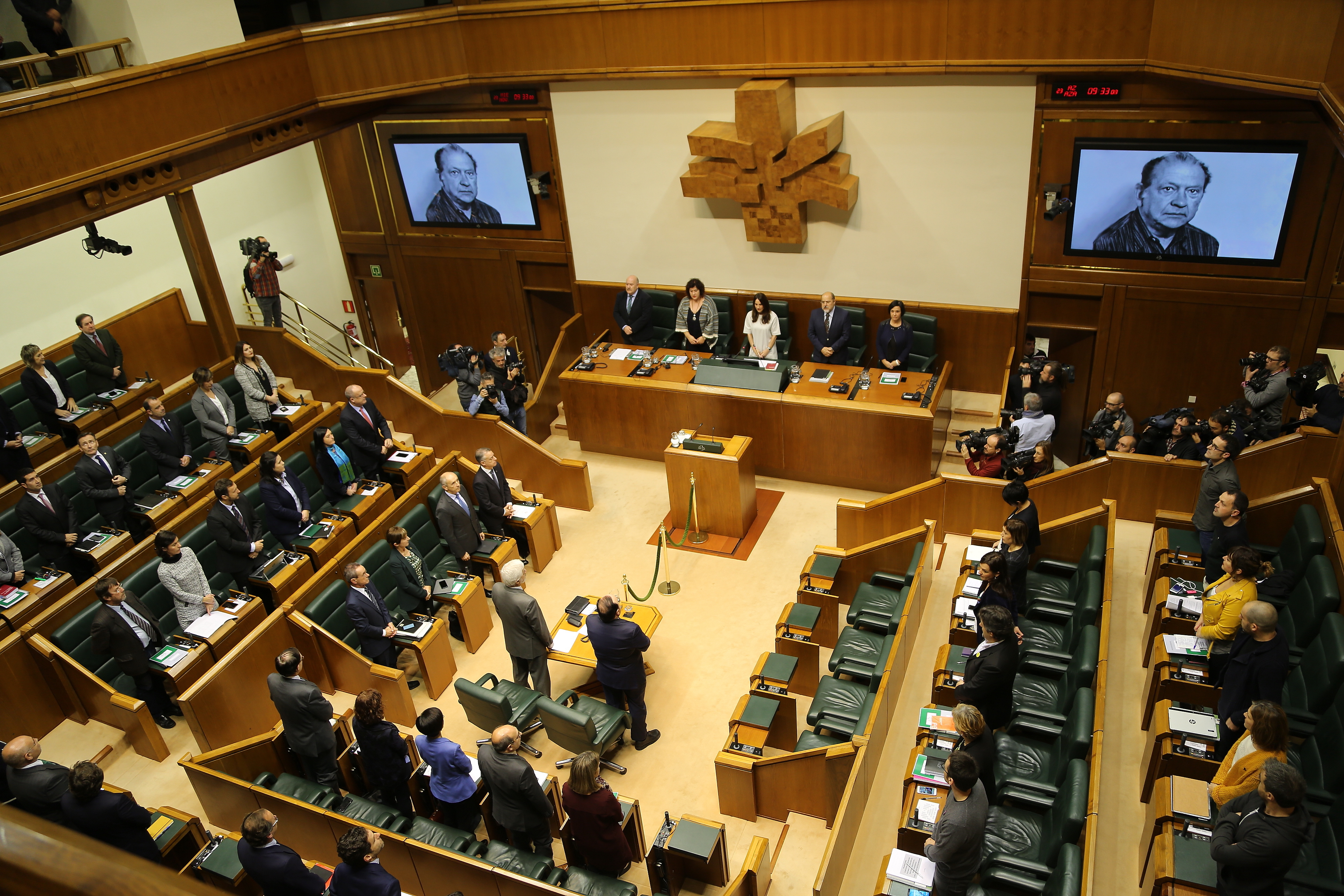
Salle des séances du Parlement basque.

Le Parlement basque (Eusko Legebiltzarra, Parlamento Vasco) est l'assemblée législative monocamérale de la communauté autonome du Pays basque. Il est constitué de 75 députés (diputatuak) élu pour une législature de quatre ans au suffrage universel direct selon les règles du scrutin proportionnel d'Hondt par l'ensemble des personnes résidant dans la communauté autonome où résidant momentanément à l'extérieur de celle-ci, si elles en font la demande.

### Nombre de députés
L'article 26 du statut d'autonomie de 1979 dit « de Guernica » dispose que le Parlement sera composé d'un nombre égal de députés représentant les territoires historiques — l'Alava, le Guipuscoa et la Biscaye — et élu pour une période de quatre ans. En vertu de l'article 10 de la loi 5/1990 relative aux élections au Parlement basque, le nombre de députés par circonscription est fixé à 25, ce qui établit la composition de l'hémicycle à 75 parlementaires.
| Circonscriptions | Députés | Carte                        |
| ---------------- | ------- | ---------------------------- |
| Alava            | 25      | Députés par circonscription. |
| Biscaye          | 25      | Députés par circonscription. |
| Guipuscoa        | 25      | Députés par circonscription. |

### Convocation et candidatures
Conformément à l'article 46 de la loi électorale 5/1990, les élections sont convoquées par le président du gouvernement basque au moyen d'un décret qui doit être pris le 25e jour précédant l'expiration de la législature — quatre ans après le précédent scrutin, jour pour jour — et publié le lendemain au Journal officiel (Boletín Oficial del País Vasco, BOPV). Les élections doivent se tenir 54 jours après cette publication.
Peuvent présenter des candidatures : 
- les partis, associations et fédérations politiques inscrits au registre des associations politiques du ministère de l'Intérieur ;
- les coalitions électorales formées par les entités précitées ;
- les groupes d'électeurs, à la condition d'avoir réuni les parrainages d'au moins 1 % des électeurs de la circonscription électorale concernée[15].

Tous les candidats doivent être résidents enregistrés au Pays basque, ou prouver que leur dernière domiciliation administrative se trouvait sur le territoire basque s'ils sont expatriés. Les listes de candidats doivent présenter au moins 50 % de femmes, cette proportion devant se retrouver pour chaque groupe de six candidats,.

### Répartition des sièges
Le Parlement est élu au scrutin proportionnel d'Hondt. La répartition des sièges est opérée de la manière suivante : 
- les listes sont classées par ordre décroissant selon le nombre de votes obtenus ;
- le nombre de votes de chaque liste est divisé par 1, puis 2, puis 3... jusqu'au nombre total de sièges à pourvoir ;
- les sièges sont attribués aux quotients les plus élevés, toutes listes confondues, par ordre décroissant jusqu'au dernier siège à pourvoir

Seules les listes ayant remporté au moins 3 % des suffrages valables dans la circonscription concernée, ce qui inclut les votes blancs, participent à cette répartition.

## Campagne

### Forces politiques
| Force politique | Force politique                                                                                              | Force politique                                                                                              | Force politique                           | Chef de file                | Idéologie                                                                            | Résultats en 2012           |
| --------------- | --- | --- | ----------------------------------------- | --------------------------- | ------------------------------------------------------------------------------------ | --------------------------- |
|                 | Parti nationaliste basque (eu) Euzko Alderdi Jeltzalea (es) Partido Nacionalista Vasco                       | Parti nationaliste basque (eu) Euzko Alderdi Jeltzalea (es) Partido Nacionalista Vasco                       | EAJ-PNV                                   | Iñigo Urkullu (Lehendakari) | Centre Nationalisme, démocratie chrétienne, libéral-conservatisme                    | 34,16 % des voix 27 députés |
|                 | Euskal Herria Bildu (fr) Réunir le Pays basque                                                               | Euskal Herria Bildu (fr) Réunir le Pays basque                                                               | EH Bildu                                  | Maddalen Iriarte (es)       | Gauche à extrême gauche Progressisme, nationalisme, indépendantisme                  | 24,67 % des voix 21 députés |
|                 | Parti socialiste du Pays basque-Gauche basque-PSOE (es) Partido Socialista de Euskadi-Euskadiko Ezkerra-PSOE | Parti socialiste du Pays basque-Gauche basque-PSOE (es) Partido Socialista de Euskadi-Euskadiko Ezkerra-PSOE | PSE-EE-PSOE                               | Idoia Mendia                | Centre gauche Social-démocratie, progressisme                                        | 18,89 % des voix 16 députés |
|                 | Parti populaire (es) Partido Popular                                                                         | Parti populaire (es) Partido Popular                                                                         | PP                                        | Alfonso Alonso              | Centre droit à droite Libéral-conservatisme, démocratie chrétienne                   | 12,13 % des voix 9 députés  |
|                 | Elkarrekin Podemos (fr) Unis nous pouvons                                                                    | Elkarrekin Podemos (fr) Unis nous pouvons                                                                    | Elkarrekin Podemos (fr) Unis nous pouvons | Pilar Zabala                | Gauche à extrême gauche Socialisme démocratique, populisme de gauche, républicanisme | 3,92 % des voix 0 député    |
|                 | Podemos | |                                           | Pilar Zabala                | Gauche à extrême gauche Socialisme démocratique, populisme de gauche, républicanisme | 3,92 % des voix 0 député    |
|                 | Ezker Anitza                                                                                                 | EzAn-IU |                                           | Pilar Zabala                | Gauche à extrême gauche Socialisme démocratique, populisme de gauche, républicanisme | 3,92 % des voix 0 député    |
|                 | Equo Berdeak                                                                                                 | |                                           | Pilar Zabala                | Gauche à extrême gauche Socialisme démocratique, populisme de gauche, républicanisme | 3,92 % des voix 0 député    |
|                 | Ciudadanos (fr) Citoyens                                                                                     | Ciudadanos (fr) Citoyens                                                                                     | Ciudadanos (fr) Citoyens                  | Nicolás de Miguel           | Centre Social-libéralisme, réformisme, unionisme                                     | N'existait pas              |

### Inéligibilité d'Arnaldo Otegi
Le secrétaire général du parti Sortu Arnaldo Otegi, condamné à une peine d'inéligibilité courant jusqu'en 2021, est proclamé chef de file électoral d'Euskal Herria Bildu (EH Bildu) le 24 mai 2016 à la suite d'un vote des militants. Trois mois plus tard, le 24 août, la commission électorale du Guipuscoa invalide sa candidature en raison de sa condamnation, faisant automatiquement monter Maddalen Iriarte (es) comme tête de liste dans cette circonscription. Saisie d'un recours gracieux, la commission électorale refuse le 29 août de reconsidérer sa décision et ratifie l'inéligibilité d'Arnaldo Otegi.
Le dirigeant de la coalition de gauche abertzale dépose le 1er septembre un recours devant le tribunal administratif de Saint-Sébastien, mais celui-ci le rejette dès le lendemain, arguant que la peine accessoire d'inéligibilité est bien en cours d'exécution. Arnaldo Otegi se tourne alors vers le Tribunal constitutionnel avec un recours pour la garantie des droits fondamentaux, mais celui-ci refuse d'y faire droit le 7 septembre et confirme l'empêchement à concourir du secrétaire général de Sortu.

## Résultats

### Voix et sièges

#### Total régional
|                          |                                                                  |           |       |       |        |               |
| Parti                    | Parti                                                            | Voix      | %     | +/-   | Sièges | +/-           |
|                          | Parti nationaliste basque (EAJ-PNV)                              | 398 168   | 37,36 | 3,20  | 28     | 1             |
|                          | Euskal Herria Bildu (EH Bildu)                                   | 225 172   | 21,13 | 3,54  | 18     | 3             |
|                          | Elkarrekin Podemos                                               | 157 334   | 14,76 | 10,84 | 11     | 11            |
|                          | Parti socialiste du Pays basque-Gauche basque-PSOE (PSE-EE-PSOE) | 126 420   | 11,86 | 7,03  | 9      | 7             |
|                          | Parti populaire (PP)                                             | 107 771   | 10,11 | 1,48  | 9      | 1             |
|                          | Ciudadanos (Cs)                                                  | 21 477    | 2,02  | Nv    | 0      | en stagnation |
|                          | Parti animaliste contre la maltraitance animale (PACMA)          | 8 589     | 0,81  | 0,45  | 0      | en stagnation |
|                          | Gagnons le Pays basque                                           | 6 049     | 0,57  | Nv    | 0      | en stagnation |
|                          | Recortes Cero-Grupo Verde (RC-GV)                                | 2 747     | 0,26  | Nv    | 0      | en stagnation |
|                          | Parti Famille et vie (PFyV)                                      | 1 836     | 0,17  | 0,1   | 0      | en stagnation |
|                          | Sièges en blanc (EB)                                             | 1 288     | 0,12  | 0,90  | 0      | en stagnation |
|                          | Autres partis                                                    | 2 153     | 0,20  | -     | 0      | -             |
|                          | Union, progrès et démocratie (UPyD)                              | [ c ]     | [ c ] | [ c ] | [ c ]  | 1             |
|                          | Vote blanc                                                       | 6 681     | 0,63  | 0,67  |        |               |
|                          |                                                                  |           |       |       |        |               |
| Suffrages exprimés       | Suffrages exprimés                                               | 1 065 685 | 99,56 |       |        |               |
| Votes nuls               | Votes nuls                                                       | 4 672     | 0,44  |       |        |               |
| Total                    | Total                                                            | 1 070 357 | 100   | -     | 75     | en stagnation |
| Abstention               | Abstention                                                       | 713 062   | 39,98 |       |        |               |
| Inscrits / participation | Inscrits / participation                                         | 1 783 419 | 60,02 |       |        |               |

#### Par circonscription
| Circonscription | Circonscription    | Alava   | Alava   | Alava  | Alava         | Biscaye | Biscaye | Biscaye | Biscaye       | Guipuscoa | Guipuscoa | Guipuscoa | Guipuscoa     |
| --------------- | ------------------ | ------- | ------- | ------ | ------------- | ------- | ------- | ------- | ------------- | --------- | --------- | --------- | ------------- |
|                 |                    |         |         |        |               |         |         |         |               |           |           |           |               |
| Sièges          | Sièges             | 25      | 25      | 25     | en stagnation | 25      | 25      | 25      | en stagnation | 25        | 25        | 25        | en stagnation |
|                 |                    |         |         |        |               |         |         |         |               |           |           |           |               |
|                 |                    | Nombre  | Nombre  | %      | %             | Nombre  | Nombre  | %       | %             | Nombre    | Nombre    | %         | %             |
| Inscrits        | Inscrits           | 254 761 | 254 761 | 100,00 | 100,00        | 947 636 | 947 636 | 100,00  | 100,00        | 581 022   | 581 022   | 100,00    | 100,00        |
| Abstentions     | Abstentions        | 102 557 | 102 557 | 40,26  | 40,26         | 374 503 | 374 503 | 39,52   | 39,52         | 236 002   | 236 002   | 40,62     | 40,62         |
| Votants         | Votants            | 152 204 | 152 204 | 59,74  | 59,74         | 573 133 | 573 133 | 60,48   | 60,48         | 345 020   | 345 020   | 59,38     | 59,38         |
| Nuls            | Nuls               | 1 113   | 1 113   | 0,73   | 0,73          | 2 495   | 2 495   | 0,44    | 0,44          | 1 064     | 1 064     | 0,31      | 0,31          |
| Exprimés        | Exprimés           | 151 091 | 151 091 | 99,27  | 99,27         | 567 154 | 567 154 | 99,56   | 99,56         | 341 837   | 341 837   | 99,69     | 99,69         |
|                 |                    |         |         |        |               |         |         |         |               |           |           |           |               |
| Partis          | Partis             | Voix    | %       | Sièges | +/−           | Voix    | %       | Sièges  | +/−           | Voix      | %         | Sièges    | +/−           |
|                 | EAJ-PNV            | 42 327  | 28,01   | 8      | 1             | 238 581 | 41,81   | 11      | en stagnation | 117 260   | 34,09     | 9         | en stagnation |
|                 | EH Bildu           | 26 899  | 17,80   | 5      | 1             | 99 610  | 17,46   | 5       | 1             | 98 663    | 28,68     | 8         | 1             |
|                 | Elkarrekin Podemos | 24 339  | 16,11   | 4      | 4             | 84 195  | 14,75   | 4       | 4             | 48 800    | 14,19     | 3         | 3             |
|                 | PSE-EE             | 19 489  | 12,90   | 3      | 3             | 66 506  | 11,65   | 3       | 2             | 40 425    | 11,75     | 3         | 2             |
|                 | PP                 | 27 877  | 18,45   | 5      | en stagnation | 55 128  | 9,66    | 2       | 1             | 24 766    | 7,20      | 2         | en stagnation |
|                 | Ciudadanos         | 4 784   | 3,17    | 0      | en stagnation | 10 963  | 1,92    | 0       | en stagnation | 5 730     | 1,67      | 0         | en stagnation |
|                 | Autres             | 4 298   | 2,84    | 0      | 1             | 12 171  | 2,13    |         |               | 6 193     | 1,80      |           |               |
|                 | Blancs             | 1 078   |         |        | 0,71          | 3 484   | 0,61    | 2 119   | 0,62          |           |           |           |               |

### Analyse

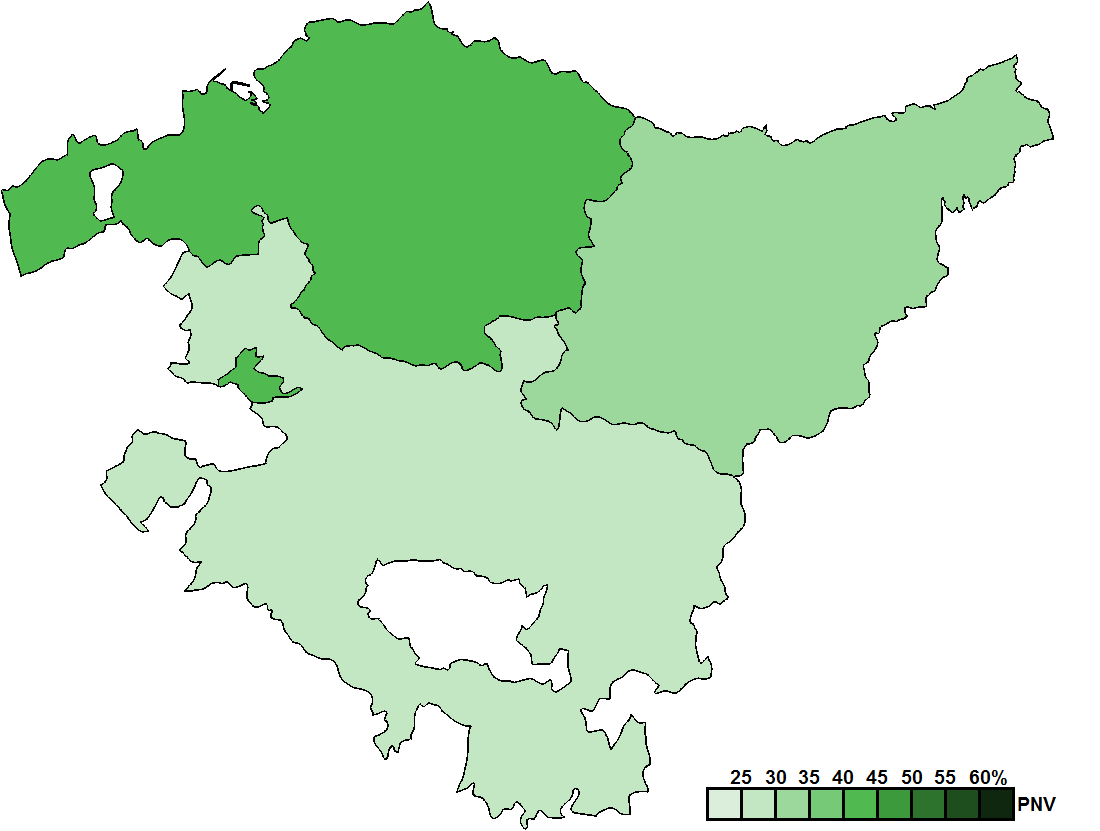
Parti arrivé en tête par circonscription et intensité de son score.

Au soir du scrutin, le Parti nationaliste basque (EAJ-PNV) du président du gouvernement Iñigo Urkullu apparaît comme le grand vainqueur, faisant élire deux députés de plus, pour un total de 29 sur 75, et s'imposant dans les trois circonscriptions. S'il n'est pas victime de l'usure du pouvoir après quatre ans à diriger le gouvernement, il reste encore loin de la majorité absolue et devra donc négocier afin d'être en mesure de gouverner.
Privée de son chef de file Arnaldo Otegi en raison d'une décision du Tribunal constitutionnel, Euskal Herria Bildu (EH Bildu) perd quatre députés mais confirme son statut de première force d'opposition et de deuxième force politique du Pays basque. Elle devance assez nettement Elkarrekin Podemos, arrivée en tête lors des élections générales de 2015 et de 2016 au Pays basque et un temps donnée à égalité avec la coalition de la gauche abertzale dans les sondages. Combinés, leurs résultats ne leur permettent pas de dépasser l'EAJ-PNV.
En revanche, Podemos parvient à passer devant le Parti socialiste (PSE-EE-PSOE), qui constitue le grand perdant du scrutin. Il abandonne en effet près de la moitié de son groupe parlementaire, tombant sous les dix sièges de député, à égalité de représentation avec le Parti populaire (PP), qui reste stable mais reconquiert la deuxième place dans la circonscription d'Alava. Ciudadanos, en dépit de la forte présence de son président national Albert Rivera pendant la campagne, échoue à faire son entrée dans l'hémicycle,.
À la suite du recomptage des bulletins, incluant les votes par correspondance, le Parti nationaliste perd un député au profit de Bildu dans la circonscription de Biscaye. En conséquence, une éventuelle entente entre l'EAJ-PNV et son partenaire de prédilection historique, le PSE-EE-PSOE, ne dispose plus de la majorité absolue avec un total de 37 députés sur 75.

### Conséquences
Le 20 novembre 2016, le Parti nationaliste et le Parti socialiste annoncent avoir conclu un accord de coalition prévoyant un programme politique conjoint et la structure administrative du futur gouvernement du Pays basque. Cette entente marque le retour d'une formule de coopération déjà testée entre les deux partis, sous la présidence de José Antonio Ardanza entre 1987 et 1998. Iñigo Urkullu obtient l'investiture du Parlement le 24 novembre suivant lors du second vote par 37 voix favorables, contre 18 à la candidate de Bildu Maddalen Iriarte (es) et 20 abstentions. Il avait échoué deux jours plus tôt avec un résultat identique, la majorité absolue de 38 voix étant alors requise.